# Потудань (село)
Потудань — село в Старооскольском городском округе Белгородской области, центр Потуданской сельской территории.

## География
Потудань расположена в 35 км от города Старый Оскол, на берегу реки Потудань. Село находится в восточной части Старооскольского округа и граничит с Воронежской и Курской областями. Своё название село получило по реке Потудань в 1701 году. Потудань является правым притоком реки Дон.

## История
В конце 40-х годов XVIII столетия деревня получила название Верхне-Боровая Потудань. С 1779 года по 1782 год образовался Нижнедевицкий уезд Воронежской губернии, и деревня Верхне-Боровая Потудань вошла в состав этого уезда. К началу XIX столетия деревня Верхне-Боровая Потудань относилась к селу Архангельское, расположенному в 10 верстах от него. В 1802 году в деревне было 100 душ мужского пола и 98 душ женского пола, однодворцев.
В 1824 году у родника была выстроена часовня во имя Святителя и Чудотворца Николая и его образа. В 1859 году деревня Верхне-Боровая Потудань была отделена от села Архангельское, и деревянная церковь в Архангельском была передана в село Потудань.

### Советский период
Советская власть в селе установилась после октября 1917 года. До революции при церкви действовала школа для всех желающих учиться грамоте. После революции церковь реконструировали в клуб, а затем в советскую школу. Первая комсомольская ячейка в селе Потудань была создана в январе 1925 года, в неё входила молодёжь из села Потудань и Николаевки. Первая начальная школа при советской власти появилась в селе Потудань в 1926 году. В 1930 году в селе открылась школа-семилетка.
Летом 1928 года, в связи с введением в стране нового административного деления — областного, окружного и районного, были ликвидированы Курская и Воронежская губернии и их уезды с волостями. Одновременно была создана Центрально-Чернозёмная область (ЦЧО) c делением на округа, которые в свою очередь делились на районы. Решением Президиума ВЦИК РСФСР от 13 июня 1934 года Центрально-Чернозёмная область разделена на Воронежскую и Курскую область. В состав Воронежской области вошёл Шаталовский район. В районе административно-территориальными единицами становятся сельские Советы. С 16 июня 1934 года Верхне-Боровой Потуданский сельский Совет трудящихся Шаталовского района Воронежской области объединил посёлки Логвиновка, Пасечный, Первомайский, Белый Колодезь, Коренная Смычка и, собственно, саму Верхне-Боровую Потудань.
4 октября 1935 года были созданы сельхозартели «Имени Чапаева» и «Светлый путь».
В период 1940—1941 гг. на территории Верхне-Борового Потуданского сельского Совета проживало 2184 человека. 22 июня началась Великая Отечественная война, на фронт ушло 276 человек, 199 из них не вернулись. С 4 июля 1942 года по 25 января 1943 года Шаталовский район находился в зоне оккупации. Верхне-Боровой Потуданский сельский Совет возобновил свою работу сразу после освобождения села.
Летом 1951 года прошло укрупнение колхозов, пять сельхозартелей интегрировались в один колхоз «Имени Чапаева». В связи с укрупнением колхозов решением Шаталовского РИК от 3 октября 1951 года сельхозартели «Имени Чапаева» и «Светлый Путь» объединились в колхоз «Имени Чапаева». По решению исполкома районного Совета трудящихся от 1 декабря 1953 г. сельхозартель «VII Съезд Советов» и колхоз «Имени Чапаева» объединились. Завершилось полное объединение сельхозартелей, расположенных на территории Верхне-Борового Потуданского сельского Совета.
С 1 июня 1954 года на территории сельского Совета открыта сельская библиотека. Указом Президиума Верховного Совета СССР в 1954 году образована Белгородская область. Верхне-Боровой Потуданский сельский Совет депутатов трудящихся Шаталовского района стал входить в Белгородскую область.
Указом Президиума Верховного Совета РСФСР от 01.02.1963 года Шаталовский район был упразднён, и его территория вошла в Старооскольский район. Верхне-Боровой Потуданский сельский Совет вошёл в состав Старооскольского района Белгородской области.
В 1961—1962 годы в селе Верхне-Боровая Потудань начато строительство восьмилетней школы, её открытие состоялось в 1962 году.
В 1968 г. указом президиума ВС РСФСР село Верхне-Боровая Потудань переименован в Потудань.
В 1969 году закончена электрификация села, выстроена баня, проложен водопровод в центре села. Построено новое двухэтажное административное здание правления колхоза и сельского Совета. На сельской территории работал КБО (комбинат бытового обслуживания) по ремонту и пошиву одежды. Был установлен памятник В. И. Чапаеву и памятник погибшим в Великую Отечественную войну воинам-односельчанам «Скорбящая Мать».
В соответствии с Постановлением Совета Министров РСФСР от 29 января 1976 года № 689 и на основании Приказа Министерства сельского хозяйства РСФСР № 633 от 17 января 1977 года прошло преобразование колхозов в совхозы. В январе 1977 года колхозы «Имени Урицкого» Дмитриевского сельского Совета и колхоз «Имени Чапаева» Потуданского сельского Совета были объединены в совхоз «Имени Урицкого», I-е и II-е отделение села Архангельское также вошло в совхоз «Имени Урицкого». Центральная усадьба совхоза находилась в Потудани.
В 1989 году восьмилетняя Потуданская школа получила статус неполной девятилетней средней школы. В 1989 году было принято решение на территории села проводить фольклорный районный фестиваль народного творчества «Родник».
22 мая 1990 года в праздник святого Николая Чудотворца возобновился крестный ход из села Знаменка на Потуданский родник. 20 апреля 1991 года на территории родника прошёл субботник, в котором приняли участие члены районного Совета народных депутатов и районного исполнительного комитета. Родник был очищен, укреплены береговые откосы, родник обнесен оградой, сооружены ступеньки.

### Российская Федерация
27 ноября 1991 года на восьмой сессии Потуданского сельского Совета было принято решение о реорганизации Потуданского сельского Совета, произошло разделение на Потуданский и Архангельский сельские Советы. С 19 февраля 1992 года на основании постановления № 80 от 19.02.1992 г. совхоз «Имени Урицкого» был преобразован в производственный кооператив «Потуданский» и «Архангельский».
На основании постановления главы администрации Старооскольского района от 09.01.1992 г. № 10 «О назначении глав администраций», протоколом 2-й сессии Потуданского сельского Совета 21-го созыва «О прекращении полномочий Президиума сельского Совета» полномочия Президиума как исполнительного органа сельского Совета народных депутатов прекращены. Его правопреемником стал глава администрации сельского Совета, законодательные и исполнительные функции перешли в действие Потуданской сельской администрации. 15 октября 1993 года Потуданский сельский Совет был ликвидирован.
С 30 ноября 1993 года Потуданская сельская администрация является подчинённой администрации города Старый Оскол и Старооскольского района. В 1993 году открылась новая двухэтажная средняя школа. В 1994 году начата газификация села.
В 1995 году у Потуданского родника была восстановлена часовня, 12 октября 1995 года прошло освящение часовни и родника. Освящение совершил архиепископ Белгородский и Старооскольский Иоанн и двенадцать священнослужителей Белгородской и Старооскольской епархии.
С 1997 года Потудань — центр Потуданской сельской администрации (село и 3 поселка) в Старооскольском районе Белгородской области.
22 октября 2016 года в селе Потудань был заложен первый кирпич в основание Георгиевского храма. 24 ноября 2017 года новый храм освятил митрополит Белгородский и Старооскольский Иоанн.

## Население
| 1859 | 1897 | 2002 | 2010 |
| ---- | ---- | ---- | ---- |
| 784  | ↗888 | ↘559 | ↘493 |